# Glicoproteina associata alla mielina
La glicoproteina associata alla mielina (MAG, Siglec-4) è una glicoproteina proteica transmembrana di tipo 1 localizzata nelle cellule di Schwann periassonali e nelle membrane degli oligodendrociti, dove svolge un ruolo nelle interazioni gliali-assonali. MAG è un membro della famiglia di proteine SIGLEC ed è un ligando funzionale del recettore NOGO-66, NgR. Si ritiene che MAG sia coinvolta nella mielinizzazione durante la rigenerazione nervosa nel Sistema nervoso periferico ed è vitale per la sopravvivenza a lungo termine degli assoni mielinizzati dopo la mielinogenesi. Nel Sistema nervoso centrale, MAG è uno dei tre principali inibitori associati alla mielina della rigenerazione assonale dopo un trauma che lo rende una proteina importante per la ricerca futura sulla neurogenesi nel SNC.

## Struttura
MAG è una glicoproteina da 100 kDA, non schiava e una forma transmembrana completa, che funge da molecola di segnalazione e adesione. MAG può anche agire come una molecola di segnalazione come una proteina solubile dopo che è stata eliminata proteoliticamente. Questa forma della proteina è chiamata dMAG.

### Adesione
MAG ha una conformazione estesa di cinque domini immunoglobulinici (Ig) e una disposizione omodimerica che coinvolge i domini prossimali della membrana Ig4 e Ig5. Le strutture complesse MAG-oligosaccaride e le analisi biofisiche mostrano come MAG coinvolga i gangliosidi assonali nel dominio Ig1.

## Funzione

### Interazioni mielina-assone
MAG è una proteina fondamentale nella formazione e nel mantenimento delle guaine mieliniche. È localizzata sulla membrana interna della guaina mielinica e interagisce con le proteine della membrana assonale per attaccare la guaina mielinica all'assone. Le mutazioni del gene MAG sono implicate nelle malattie demielinizzanti come la sclerosi multipla.

### Inibizione della rigenerazione nervosa
Gli assoni, nel sistema nervoso centrale, non si rigenerano dopo un infortunio allo stesso modo degli assoni nel sistema nervoso periferico. Il meccanismo responsabile della neuroregenerazione inibita è regolato da tre proteine principali, una delle quali è MAG. L'esatto meccanismo attraverso il quale MAG inibisce la neuroregenerazione sembra essere attraverso il legame NgR. Questo recettore è anche legato alla proteina Nogo, suggerendo che il meccanismo di inibizione associata alla mielina della rigenerazione degli assoni attraverso NgR ha ligandi ridondanti, favorendo l'inibizione. MAG si lega con elevata affinità a NgR, suggerendo che è altrettanto responsabile dell'inibizione della rigenerazione degli assoni quanto Nogo.

### Via della chinasi Rho
Una volta che MAG (o Nogo) si è legata a NgR, questa attiva il percorso della chinasi rho (ROCK). L'attivazione della via della rho chinasi porta alla fosforilazione di proteine che inibiscono la crescita dei neuriti.